# Émile Carbon
Émile Carbon, né le 29 mai 1898 à Agde et mort à Marseille le 16 novembre 1988, est un écrivain, poète et juriste français du XXe siècle, connu pour ses contributions à la littérature et à la culture occitane.

## Biographie
Émile Dieudonné Marie Joseph Carbon, né le 29 mai 1898 à Agde, est le fils de Marie Joseph Carbon, capitaine au long cours (1869-1909) et de Idalie Louise Marthe Alengry (1872-1950).
Il est incorporé en avril 1917 pour le service militaire au 81e Régiment d’Infanterie. Il passe au 158e régiment d'infanterie en juin 1918. Il est cité à l’ordre de la brigade du 27 juillet 1918 : « Fusiller mitrailleur de tout premier ordre au cours des combats du 15 au 18 juillet 1918, est resté à son poste malgré la violence du bombardement. A causé des pertes sérieuses à l'ennemi ». Nommé caporal le 27 août, il est blessé à la face interne du bras droit, à Sommepy, par un éclat d'obus le 27 septembre 1918 et évacué. Rappelé sous les drapeaux en août 1939, il est incorporé au 157e régiment régional et renvoyé dans ses foyers le 12 mai 1940. 
Après la Première Guerre mondiale, il poursuit ses études à l'université de Montpellier où il obtient une licence ès lettres puis un doctorat ès sciences juridiques dont la thèse est intitulée Le désaveu de paternité (1925).
Il épouse Suzanne Marie Gabrielle Bonnier (1904-1988) à Montpellier le 7 décembre 1925, ils auront 3 enfants. Professionnellement, il enseigne brièvement au lycée à Montpellier, devient directeur de la Caisse d’Épargne régionale avant de déménager à Marseille pour y diriger une société d'habitations à loyer modéré.
Émile Carbon meurt à Marseille le 16 novembre 1988.

## Carrière littéraire et culture occitane

### Carrière littéraire
Dès son jeune âge, Émile Carbon montre une passion pour la littérature. Pendant ses études, il collabore à plusieurs revues littéraires à Montpellier, notamment La Lanterne de Diogène et Erato et participe en janvier 1915 à la création de la revue L’Effort des jeunes, avec Philippe Chabaneix.
En 1919, il publie Le poème...à l'ami mort, dédié à son ami Louis Miquel, tué pendant la Première Guerre mondiale, à Sommepy, le jour où il a lui-même été blessé.
Il s'essaie à une carrière de dramaturge avec une comédie en deux actes, Laquelle ?, jouée en 1920 à Montpellier, à la Villa Alicot puis publiée en 6 épisodes dans La Vie Montpelliéraine.
Il contribue à la publication de la plaquette anthologique Les Amitiés Languedociennes en 1925, qui réunit des textes de plusieurs écrivains renommés, dont Paul Valéry et Jean Cocteau. Ses créations littéraires incluent des articles, des romans et des scénarios de films. En 1937, il publie le roman Le cordonnet de soie et en 1942, il coécrit le scénario du film Cap au large avec Jean-Paul Paulan.

### Engagement dans la culture occitane
L’engagement d’Émile Carbon dans la culture occitane est étroitement lié à son amitié avec Pierre Rouquette, un avocat et homme de lettres occitaniste. Ensemble, ils créent en 1926 les Amitiés méditerranéennes à Marseille, et en 1929, ils lancent La Revue de Catalogne, une revue en langue française destinée à faire connaître la culture catalane en Europe.
Il participe également à la fondation de l’Institut d’Estudis Occitans (IEO) après la Seconde Guerre mondiale, contribue à de nombreuses publications occitanes et donne des conférences sur divers sujets liés à la culture occitane.

## Œuvres principales
- Laquelle ?, pièce en un acte, 1920
- Le cordonnet de soie, 1937[10]

## Distinctions
- Croix de guerre 1914-1918, étoile de bronze[2]
- Médaille interalliée de la Victoire[2]
- Médaille commémorative de la guerre 1914-1918[2]
- Insigne des blessés militaires[2]
- Médaille du mérite social (en mars 1938)[11]
- Chevalier de la Légion d'honneur le 21 mai 1952[5]